# Contado di Como
Il contado di Como fu una storica ripartizione territoriale della Lombardia, precursore dell’odierna provincia di Como.

## Storia
Como fu a lungo il perno dello schieramento strategico imperiale di accerchiamento ghibellino della capofila della Lega Lombarda, la città di Milano, e dunque una sua storica nemica.
Il territorio romano di Como si era mantenuto ben definito nei successivi secoli medievali grazie alla quasi totale identificazione con la diocesi lariana. La lunga serie di guerre con Milano ebbero fine con la vittoria di Azzone Visconti nel 1335.
Le guerre rinascimentali in cui fu coinvolto il Ducato di Milano decurtarono pesantemente il contado, che fra la fine del Quattrocento e l’inizio del Cinquecento fu preda delle mire svizzere che gli sottrassero tutta la Valtellina e l’odierno Canton Ticino, riducendolo alla sola costa occidentale del Lario. Nel frattempo il governo ducale e poi quello reale spagnolo frazionarono la nascente amministrazione locale, separando città e provincia.
Il contado di epoca spagnola non comprendeva quindi la città di Como con i suoi sobborghi, la Pieve di Zezio, quella di Uggiate, di Fino e della Val d'Intelvi; l'amministrazione del contado era posta a Gravedona.
Le pievi sotto elencate appartenevano alla diocesi di Como, suffraganea del patriarcato di Aquileia fino alla sua soppressione (1751), poi dell'arcidiocesi di Gorizia ed infine dell'arcidiocesi di Milano dal 1789..

## Suddivisione amministrativa del 1757
I confini esterni del contado rimasero inalterati dal trattato di Friburgo del 1516 alla riforma di Giuseppe II del 1786, per un totale di 270 anni.
Parte superiore
- pieve di Dongo[3]:
  - Consiglio di Rumo; Cremia; Dongo; Garzeno; Germasino con Alpi di Pozzolo e di Stazzona; Musso; Pianello; Stazzona
- pieve di Gravedona[4]:
  - Domaso; Dosso del Liro con Alpi di Camedo; Gravedona; Livo; Peglio; Traversa con Naro; Vercana
- pieve di Sorico[5]:
  - Bugiallo; Colico con Forte di Fuentes; Gera; Montemezzo; Olgiasca e Piona; Sorico; Trezzone

Parte inferiore
- pieve di Bellagio[6]:
  - Bellagio con comune di Mezzo e comune delle Ville
- pieve d'Isola[7]:
  - Argegno; Casasco; Cerano; Colonno; Dizzasco con Muronico, Rovasco e Biazzeno; Lezzeno; Ossuccio con Spurano; Pigra; Sala; Schignano
- pieve di Lenno[8]:
  - Lenno; Mezzegra; Tremezzo
- pieve di Menaggio[9]:
  - Bene; Breglia; Croce; Grandola con Naggio, Velzo, Codogna, Corte e Cardano; Griante; Grona; Loveno con Nobiallo; Menaggio; Plesio con Barna
- pieve di Nesso[10]
  - Brienno; Carate; Careno; Laglio; Lemna; Molina; Nesso; Palanzo; Pognana con Quarzano e Canzaga; Veleso con Erno; Zelbio
- squadra di Rezzonico[11]:
  - Rezzonico; San Siro; Sant'Abbondio